# 1959년 티베트 봉기
1959년 티베트 봉기는 1959년 3월 10일 중국공산당의 강압적인 티베트 통치에 반발한 티베트인에 의하여 일어난 반중국, 반공산주의 봉기이다. 봉기가 일어난 날인 3월 10일은 매년 티베트 망명 정부 등 티베트 독립 운동 단체들이 티베트 민족 봉기 기념일이라는 이름으로 기념하고 있다.

## 봉기의 원인과 발생

설산사자기 (티베트의 기)

1959년 티베트의 캄 지방과 암도 지방에서 티베트인에 의한 무장 반란이 시작되어 티베트 동부 지역에 인민해방군이 증파되었다. 티베트에 진주한 인민해방군은 티베트의 마을이나 사원에 대해서 공격을 강화하였다. 인민해방군 사령관은 티베트 게릴라 부대를 굴복시키기 위해, 포탈라 궁과 제14대 달라이 라마를 폭격하겠다고 위협했다.
한편 3월 1일 라싸 교외에 있는 인민해방군 사령부에서 달라이 라마에게 연극 관람을 제안하였다. 달라이 라마 14세는 그 제안을 미뤘지만, 최종적으로는 3월 10일에 연극을 관람하기로 합의하였다.
3월 9일 약속 하루 전 인민해방군 장교들이 전통에는 어긋나는 것이지만 달라이 라마가 연극 관람을 할 때 무장 경비대를 동행시키지 않는 조건과 포탈라 궁에서 인민해방군 주둔지로 이동할 때에 어떠한 공식적인 의식을 실시하지 않는다는 조건을 강하게 요구하였다. 이 요구가 라싸에 있는 티베트 사람들에게도 퍼져 중공 당국이 달라이 라마 14세의 납치를 꾀하고 있다고 생각한 티베트 사람에게 공포감을 조성하였다.
다음 날인 3월 10일에 티베트인 약 30만 명이 인민해방군 측이 달라이 라마를 포탈라 궁 밖으로 데리고 나가는 것을 막기 위해 궁전을 둘러쌌다. 3월 12일에는 라싸에 모인 항의자들이 티베트의 독립을 선언하였다. 라싸의 큰 길에는 바리케이트가 만들어지고 티베트독립군과 인민해방군은 충돌에 대비해 각각 라싸 내외에 거점을 요새화하기 시작하였다.
3월 15일 상황이 악화되자 달라이 라마의 피난 준비가 시작되었는데 3월 17일에 달라이 라마의 궁전 근처에 인민해방군이 발사한 2발의 포탄이 명중해, 이것이 그의 인도 망명과 망명 정부 수립의 방아쇠를 당기게 되었다. 달라이 라마가 라싸를 탈출하고 난 뒤인 3월 19일에는 라싸의 주요 사원에 대한 포격을 포함한 전투가 시작했다. 티베트 인민 봉기군은 인민해방군에 비해 무장이 빈약해, 이 전투는 이틀만에 종료되었다.

## 봉기의 결과
티베트 망명 정부의 추정치에 의하면 1959년 봉기때 티베트인 약 86,000명이 인민해방군에 의해 사망하였다고 주장하지만, 중국 정부는 이 주장에 반대하고 있다. 반군이나 게릴라에 관여하지 않은 무고한 티베트인들도 상당히 많이 죽었다는 주장도 있다.
라싸의 주요 사원과 절은 중국군의 폭격에 의해서 심한 손상을 입었고 약탈, 파괴되었다. 비슷한 시기에 있었던 티베트 저항군들 역시 중공의 항공전력에 의해 상당한 피해를 입었던 것으로 알려졌다. 그리고 라싸에 남은 달라이 라마 14세의 무장경비원과 무기를 숨기고 있었던 티베트인들은 무장 해제가 되어 공개처형이 되었다.

## 같이 보기
- 티베트
- 제14대 달라이 라마
- 창두 전투
- 중화인민공화국의 티베트 합병
- 티베트 독립운동
- 티베트 망명 정부
- 2008년 티베트 소요 사태